# Arruda dos Vinhos
Arruda dos Vinhos – miejscowość w Portugalii, leżąca w dystrykcie Lisboa, w regionie Centrum, w podregionie Oeste. Miejscowość jest siedzibą gminy o tej samej nazwie.

## Demografia
| Liczba ludności gminy Arruda dos Vinhos (1801–2011) | Liczba ludności gminy Arruda dos Vinhos (1801–2011) | Liczba ludności gminy Arruda dos Vinhos (1801–2011) | Liczba ludności gminy Arruda dos Vinhos (1801–2011) | Liczba ludności gminy Arruda dos Vinhos (1801–2011) | Liczba ludności gminy Arruda dos Vinhos (1801–2011) | Liczba ludności gminy Arruda dos Vinhos (1801–2011) | Liczba ludności gminy Arruda dos Vinhos (1801–2011) | Liczba ludności gminy Arruda dos Vinhos (1801–2011) | Liczba ludności gminy Arruda dos Vinhos (1801–2011) |
| --------------------------------------------------- | --------------------------------------------------- | --------------------------------------------------- | --------------------------------------------------- | --------------------------------------------------- | --------------------------------------------------- | --------------------------------------------------- | --------------------------------------------------- | --------------------------------------------------- | --------------------------------------------------- |
| 1801                                                | 1849                                                | 1900                                                | 1930                                                | 1960                                                | 1981                                                | 1991                                                | 2001                                                | 2004                                                | 2011                                                |
| 2 789                                               | 4 339                                               | 5 547                                               | 7 670                                               | 8 021                                               | 8 875                                               | 9 364                                               | 10 350                                              | 11 210                                              | 13 391                                              |

## Sołectwa
Sołectwa gminy Arruda dos Vinhos (ludność wg stanu na 2011 r.)
- Arranhó - 2381 osób
- Arruda dos Vinhos - 8656 osób
- Cardosas - 836 osób
- Santiago dos Velhos - 1518 osób